# Eucosmophora paraguayensis
Eucosmophora paraguayensis là một loài bướm đêm thuộc họ Gracillariidae. Nó được tìm thấy ở Paraguay.
Chiều dài cánh trước là 3-3.7 mm đối với con đực.
Ấu trùng có thể ăn a Sapotaceae species và probably mine the leaves of their host plant.